# La pandilla inolvidable
La pandilla inolvidable es una película filmada en colores de Argentina dirigida por Máximo Berrondo según el guion de Juan Julián Palancio Zapiola que se estrenó el 29 de junio de 1972 en el cine Italia de la ciudad de Formosa, Argentina y que tuvo como protagonistas a Ana María Picchio, Luis Medina Castro, Ubaldo Martínez, Santiago Gómez Cou, Pablo Codevila y Liliana Rodríguez Morlino de Palancio Zapiola. Fue la segunda película filmado en la ciudad de Formosa, luego de Patrulla Norte filmada en 1950.

## Sinopsis
El hijo de un empresario desatendido por su padre y huérfano de madre, acude a un grupo de amigos. Una pandilla de chicos humildes típica de barrio, liderada por Chirola. La historia de esta pandilla está regida por dos personajes mágicos, El Hada de la Esperanza representada por Liliana Rodríguez Morlino  y el Pombero, personaje-leyenda típica de Formosa, encarnado por Jaime Cohen. A través de estos chicos se refleja la vida de las clases sociales de la época, la inocencia de los chicos apartada de esos valores y de lo que son capaces los niños cuando se deciden a transformar las cosas. Durante el relato, se destaca la vida típica de la provincia en la que fue filmada, Formosa, y la cotidianidad de los barrios de la ciudad capital que supo ser puerto comercial con Paraguay.

## Reparto
Intervinieron en el filme los siguientes intérpretes:
- Ana María Picchio
- Luis Medina Castro
- Ubaldo Martínez
- Santiago Gómez Cou
- Pablo Codevila
- Lola Palombo
- Leda Zanda
- Liliana Rodríguez Morlino de Palancio Zapiola
- Jaimito Cohen
- King Clave

## Extravío y reencuentro del filme
Cuando se estaba preparando la filmación, el productor y guionista Palancio Zapiola se enamoró de Liliana Rodríguez Morlino, una joven de 15 años que buscaba trabajo como extra. En el filme existirían dos personajes mágicos y, entonces, el libretista escribió el papel de Hada de la Esperanza a su medida. A su medida, pues se supo que fue unos años después, cuando a los 28 años, Liliana muere de un cáncer terminal y las monjas del pueblo en el que fallece, Magdalena, piden a su marido vestirla con una túnica de la virgen de la capilla, pues decían que era una santa, un ángel. Así es que en la película se la ve vestida tal cual la última imagen de ella antes de que cerraran el ataúd. Juan Julián y Liliana tuvieron a su hija mayor en Formosa. Poco tiempo después, regresaron a Buenos Aires y tuvieron otra hija. En 1998, cuando los padres ya habían fallecido, Nora, la menor, que en ese momento tenía 26 años, quien hacía años que se había propuesto encontrar una copia del filme, único registro de su madre viva, lo encontró, con la ayuda del director, Máximo Berrondo. Luego de mucha búsqueda, un empleado del archivo del Instituto Nacional de Cine y Artes Audiovisuales recordó que estaba en uno de los tantos depósitos en ese momento abandonados e inundados. Ella hizo los trámites para hacer un transfer de esas latas oxidadas y casi olvidadas y La pandilla inolvidable fue exhibida en el auditorio de Argentores. Asistieron los actores y los familiares de los que no estaban vivos ya, el director, asistente de dirección y equipo técnico. A ese reestreno fueron todos los medios de prensa nacionales pues la historia conmovió mucho. Hoy se la puede ver muy seguido por el canal Volver y cumplió con su nombre, que es lo que buscaba Nora: ya no se olvidará.

## Comentarios
La Nación opinó:

”A pesar de que el libro es muy elemental y su estructura narrativa no oculta su endeblez, el director…logra darle calor en algunas situaciones a los personajes.”

Clarín dijo:

”Con una anécdota alegre y reconfortante…satisface premisas básicas del cine infantil.”

Manrupe y Portela escriben:

”Película infantil con demasiados adultos.”